# Сігурд (Юта)
Сігурд (англ. Sigurd) — місто (англ. town) в США, в окрузі Севір штату Юта. Населення — 405 осіб (2020).

## Географія
Сігурд розташований за координатами 38°51′57″ пн. ш. 111°57′50″ зх. д. / 38.86583° пн. ш. 111.96389° зх. д. (38.865799, -111.963950).  За даними Бюро перепису населення США в 2010 році місто мало площу 2,54 км², уся площа — суходіл.

## Демографія
Згідно з переписом 2010 року, у місті мешкало 429 осіб у 144 домогосподарствах у складі 111 родини. Густота населення становила 169 осіб/км².  Було 155 помешкань (61/км²).
Расовий склад населення:
| - 95,1 % — білих - 0,2 % — вихідців з тихоокеанських островів - 0,2 % — чорних або афроамериканців - 2,8 % — осіб інших рас |

До двох чи більше рас належало 1,6 %. Частка іспаномовних становила 3,3 % від усіх жителів.
За віковим діапазоном населення розподілялося таким чином: 32,6 % — особи молодші 18 років, 49,7 % — особи у віці 18—64 років, 17,7 % — особи у віці 65 років та старші. Медіана віку мешканця становила 32,4 року. На 100 осіб жіночої статі у місті припадало 95,0 чоловіків;  на 100 жінок у віці від 18 років та старших — 84,1 чоловіків також старших 18 років.
Середній дохід на одне домашнє господарство  становив 55 058 доларів США (медіана — 51 250), а середній дохід на одну сім'ю — 62 229 доларів (медіана — 61 500). Медіана доходів становила 55 357 доларів для чоловіків та 22 000 доларів для жінок. За межею бідності перебувало 15,2 % осіб, у тому числі 34,4 % дітей у віці до 18 років та 10,7 % осіб у віці 65 років та старших.
Цивільне працевлаштоване населення становило 249 осіб. Основні галузі зайнятості: сільське господарство, лісництво, риболовля — 18,9 %, мистецтво, розваги та відпочинок — 12,4 %, роздрібна торгівля — 12,0 %.